# Copa Interclubes de la Uncaf Femenino 2022
La Copa Interclubes de la Uncaf Femenino de 2022 fue la quinta edición de la Copa Interclubes de la Uncaf Femenino con sede en Costa Rica,⁣ disputado entre 8 clubes del área de Centroamérica, que dio inicio el 11 de septiembre de 2022 hasta el 17 de septiembre de 2022.
La L. D. Alajuelense se dejó al título con un récord de 28 anotaciones y ser el primer equipo en conseguirlo con marca perfecta.

## Sistema de juego
El torneo se realizó de tres jornadas y los primeros lugares de cada grupo jugaron la final del torneo, los segundos lugares por el tercer lugar, los terceros lugares por el quinto y sexto lugar, y cierran los últimos lugares que disputaron el séptimo y octavo puesto.

## Equipos participantes
| Equipos participantes | Equipos participantes | Equipos participantes | Equipos participantes |
| --------------------- | --------------------- | --------------------- | --------------------- |
| L. D. Alajuelense     | C. D. Suchitepéquez   | C. D. FAS             | Jewel Fury            |
| Deportivo Saprissa    | Tauro F. C.           | Atlético Somotillo    | C. D. Olimpia         |

- Referencia:[8]

## Fase de grupos

### Grupo A
| Equipo              | Pts. | PJ | PG | PE | PP | GF | GC | DF  |
| ------------------- | ---- | -- | -- | -- | -- | -- | -- | --- |
| L. D. Alajuelense   | 9    | 3  | 3  | 0  | 0  | 27 | 5  | 22  |
| C. D. FAS           | 4    | 3  | 1  | 1  | 1  | 10 | 8  | 2   |
| C. D. Suchitepéquez | 4    | 3  | 1  | 1  | 1  | 8  | 14 | -6  |
| Jewel Fury          | 0    | 3  | 0  | 0  | 2  | 5  | 23 | -18 |

| 11 de septiembre de 2022 | C. D. Suchitepéquez  | 1:1 (1:1) | C. D. FAS                  | Estadio Alejandro Morera Soto, Alajuela |                          |
|                          | Fabiola González 20' | Reporte   | Sandra Maravilla 3' (pen.) | Árbitra: Karen Hernández                | Árbitra: Karen Hernández |

| 11 de septiembre | L. D. Alajuelense | 11:1 (4:1) | Jewel Fury         | Estadio Alejandro Morera Soto, Alajuela |                        |
|                  | Sianyf Agüero 16' 27' · Shirley Cruz 31' · Mia Corbin 40' 80' · María Paula Arce 47' · Marian Solano 48' · Alexandra Pinell 52' · Viviana Chinchilla 71' 89' · Kenia Rangel 86' | Reporte    | Sharon Almanza 21' | Árbitra: Belkis Flores                  | Árbitra: Belkis Flores |

| 13 de septiembre | C. D. FAS                                                            | 3:6 (2:3) | L. D. Alajuelense                                                               | Centro de Alto Rendimiento, Alajuela |  |
|                  | Francisca González 17' · Stephanie Zúñiga 45' · Sandra Maravilla 75' | Reporte   | Jennie Lakip 19' 34' 51' · Shirley Cruz 31' · Kenia Rangel 46' · Mia Corbin 85' |                                      |  |

| 13 de septiembre | Jewel Fury                                                    | 3:6 (1:4) | C. D. Suchitepéquez                                                                           | Centro de Alto Rendimiento, Alajuela |  |
|                  | Khalydia Velásquez 25' · Janivi Quiroz 53' · Riqa Johnson 74' | Reporte   | Celsa Cruz 6' 47' · Fabiola González 13' 16' · Yareni Rosales 24' (pen.) · Savianna Gomez 72' |                                      |  |

| 15 de septiembre | Jewel Fury      | 1:6 (1:4) | C. D. FAS | Estadio Alejandro Morera Soto, Alajuela |                           |
|                  | Dayana Vera 17' | Reporte   | Stephanie Zúñiga 4' · Francisca González 21' 31' · Karla Flores 46' · Claudia Morales 48' · Damaris Quelez 79' | Árbitra: Kimberly Sánchez               | Árbitra: Kimberly Sánchez |

| 15 de septiembre | L. D. Alajuelense | 10:1 (5:1) | C. D. Suchitepéquez  | Estadio Alejandro Morera Soto, Alajuela |                         |
|                  | Jennie Lakip 25' 64' (pen.) 74' · Mia Corbin 29' 32' 39' · Alexandra Pinell 44' (pen.) · Sianyf Agüero 48' · Saray Benavides 80' · Marian Solano 87' | Reporte    | Fabiola González 45' | Árbitra: Karitza Guerra                 | Árbitra: Karitza Guerra |

### Grupo B
| Selección          | Pts. | PJ | PG | PE | PP | GF | GC | DF  |
| ------------------ | ---- | -- | -- | -- | -- | -- | -- | --- |
| Deportivo Saprissa | 7    | 3  | 2  | 1  | 0  | 10 | 4  | 6   |
| Tauro F. C.        | 5    | 3  | 1  | 2  | 0  | 13 | 2  | 11  |
| Atlético Somotillo | 4    | 3  | 1  | 1  | 1  | 7  | 5  | 2   |
| C. D. Olimpia      | 0    | 3  | 0  | 0  | 3  | 1  | 20 | -19 |

| 11 de septiembre | Tauro F. C.          | 1:1 (1:0) | Atlético Somotillo | Complejo Deportivo FCRF-Plycem, San Rafael |                       |
|                  | Shayari Camarena 22' | Reporte   | Lisbeth Moreno 66' | Árbitra: Glenda López                      | Árbitra: Glenda López |

| 11 de septiembre | Deportivo Saprissa                                                                                       | 5:1 (1:1) | C. D. Olimpia   | Complejo Deportivo FCRF-Plycem, San Rafael |                          |
|                  | Katherine Alvarado 45' (pen.) · Gabriela Villagrand 68' 90+4' · Catalina Estrada 89' Yessenia Flores 90' | Reporte   | Karla Kalix 28' | Árbitra: Isabel Barrilas                   | Árbitra: Isabel Barrilas |

| 13 de septiembre | C. D. Olimpia | 0:11 (0:3) | Tauro F. C. | Estadio José Joaquín "Colleya" Fonseca, Goicoechea |  |
|                  |               | Reporte    | Shayari Camarena · Aldrith Quintero · Carina Baltrip · Laurie Batista · Darlin Banda · Anuvis Angulo · Katherine Castillo |                                                    |  |

| 13 de septiembre | Atlético Somotillo                          | 2:4 (1:2) | Deportivo Saprissa                                                                            | Estadio José Joaquín "Colleya" Fonseca, Goicoechea |  |
|                  | Niurka Nayeli 14' · Alexandra Gutiérrez 67' | Reporte   | Yessenia Flores 19' · Catalina Estrada 38' · Priscila Rodríguez 53' · Gabriela Villagrand 59' |                                                    |  |

| 15 de septiembre | C. D. Olimpia | 0:4 (0:1) | Atlético Somotillo                                           | Estadio Ricardo Saprissa Aymá, San José |                      |
|                  |               | Reporte   | Jansy Aguirre 13' · Niurka Molina 69' 79' · Marta Saliva 82' | Árbitra: Deily Gómez                    | Árbitra: Deily Gómez |

| 15 de septiembre | Deportivo Saprissa | 1:1 (0:0) | Tauro F. C.          | Estadio Ricardo Saprissa Aymá, San José |                      |
|                  | Yesenia Flores 68' | Reporte   | Shayari Camarena 50' | Árbitra: Miriam León                    | Árbitra: Miriam León |

## Fase final

### Séptima posición
| 17 de septiembre | C. D. Olimpia        | 1:2 (1:2) | Jewel Fury                                | Estadio José Joaquín "Colleya" Fonseca, Goicoechea |                           |
|                  | Truimali Ramírez 15' | Reporte   | Khaldya Velásquez 3' · Sharon Almanza 28' | Árbitra: Mayari Cartagena                          | Árbitra: Mayari Cartagena |

### Quinta posición
| 17 de septiembre | C. D. Suchitepéquez                                                              | 4:4 (1:1) (3:1 p.) | Atlético Somotillo                                            | Estadio José Joaquín "Colleya" Fonseca, Goicoechea |                        |
|                  | Fabiola González 42' · Yarenis Rosales 46' · Gloriana Sáenz 64' · Celsa Cruz 89' | Reporte            | Niurka Molina 4' · Jansy Aguirre 50' 68' · Lisbeth Moreno 66' | Árbitra: Belkis Flores                             | Árbitra: Belkis Flores |

### Tercera posición
| 17 de septiembre | Tauro F. C.                                                   | 1:1 (1:0) (2:4 p.)         | C. D. FAS                                                        | Estadio Alejandro Morera Soto, Alajuela |                          |
|                  | Shayari Camarena 3'                                           | Reporte                    | Fátima Mancia 89'                                                | Árbitra: Karen Hernández                | Árbitra: Karen Hernández |
|                  |                                                               | Tiros desde el punto penal |                                                                  |                                         |                          |
|                  | Shayari Macarena · María Dávila · Aaliyah Gil · Yasil Atencio |                            | Magdiel Madriz · Tania Centeno · Jessica Ortiz · Alisson Crespin |                                         |                          |

### Final
| 17 de septiembre | L. D. Alajuelense | 1:0 (0:0) | Deportivo Saprissa | Estadio Alejandro Morera Soto, Alajuela |                      |
|                  | Mia Corbin 72'    | Reporte   |                    | Árbitra: Miriam León                    | Árbitra: Miriam León |

### Plantilla del Campeón
- Fabiola Murillo, María Paula Alfaro, Gabriela Guillén, María José Brenes, Marilenis Oporta, Valery Sandoval, Jimena Rodríguez, Shirley Cruz, Alexandra Pinell, Kenia Rangel, Natalia Mills, María Paula Arce, Marian Solano, Viviana Chinchilla, Mariela Campos, Sianyf Agüero, Dana Brocks, Mia Corbin, Jennie Lakip, Sofía Arguedas, Saray Benavides
- DT: Wilmer López

|                                       |
| Bandera de Costa Rica                 |
| Campeón L. D. Alajuelense 1.er título |

## Estadísticas

### Tabla general
| Pos. | Equipo              | Pts | PJ | PG | PE | PP | GF | GC | Dif. |
| ---- | ------------------- | --- | -- | -- | -- | -- | -- | -- | ---- |
| 1    | L. D. Alajuelense   | 12  | 4  | 4  | 0  | 0  | 28 | 5  | 23   |
| 2    | Deportivo Saprissa  | 7   | 4  | 2  | 1  | 1  | 10 | 5  | 5    |
| 3    | C. D. FAS           | 4   | 4  | 1  | 2  | 1  | 11 | 9  | 2    |
| 4    | Tauro F. C.         | 6   | 4  | 1  | 3  | 0  | 14 | 3  | 11   |
| 5    | C. D. Suchitepéquez | 5   | 4  | 1  | 2  | 1  | 16 | 18 | -4   |
| 6    | Atlético Somotillo  | 5   | 4  | 1  | 2  | 1  | 12 | 9  | 3    |
| 7    | Jewel Fury          | 3   | 4  | 1  | 0  | 3  | 7  | 24 | -17  |
| 8    | C. D. Olimpia       | 0   | 4  | 0  | 0  | 4  | 2  | 22 | -20  |